# 关山水库 (抚顺)
关山水库，位于中华人民共和国辽宁省抚顺县救兵镇境内，是东洲河支流峡河下游干流上一座中型水库。工程于2002年4月开工，2004年9月主体竣工。水库总库容4440万立方米，兴利库容2685万立方米。大坝为黏土心墙坝，最大坝高44.66米，坝顶长426米，坝顶宽9米，坝址以上集水面积135.6平方千米。水库的建成有效保护下游抚顺市市区的安全，且每年向抚顺石化工业区供水1000万立方米。库区森林茂密，山峦叠翠，被认定为中国国家水利风景区。